# Unione Calcio Sampdoria 2002-2003
Questa voce raccoglie le informazioni riguardanti l'Unione Calcio Sampdoria nelle competizioni ufficiali della stagione 2002-2003.

## Stagione
Nella stagione 2002-2003 la presidenza della società blucerchiata viene rilevata da Riccardo Garrone, imprenditore genovese: in panchina siede invece Walter Novellino. Classificandosi prima a pari punti 67, con il Siena, nel campionato di Serie B, la Sampdoria ritorna in Serie A dopo quattro stagioni passate tra i cadetti. Due atleti in evidenza, arrivati in doppia cifra come reti segnate in stagione, Fabio Bazzani con 17 reti, una in Coppa Italia e 16 in campionato, e Francesco Flachi con 12 centri, 9 in campionato e 3 in Coppa Italia. Nella Coppa Italia la Sampdoria elimina nel primo turno il Genoa, la Lucchese e Siena, nel secondo turno supera nel doppio confronto l'Atalanta, poi esce negli ottavi di finale per mano del Perugia.

## Organigramma societario
Area direttiva
- Presidente: Riccardo Garrone
- Vice presidente: Fabrizio Parodi
- Direttore generale: Giuseppe Marotta
- Consiglieri:  Vittorio Garrone, Edoardo Garrone, Giovanni Gerbi, Giuseppe Marotta, Emanuele Repetto, Giorgio Vignolo, Giovanni Mondini

Area organizzativa
- Segretario generale: Umberto Marino
- Team manager: Giorgio Ajazzone

Area comunicazione
- Responsabile: Alberto Marangon

Addetto Stampa: Marco Midoro
Area marketing
- Responsabile marketing:  Matteo Ercolani

Area tecnica
- Allenatore: Walter Novellino
- Allenatore in seconda: Giuseppe De Gradi
- Preparatore/i atletico/i: Ferretto Ferretti
- Preparatore dei portieri: Rino Gandini

Area sanitaria
- Responsabile: Dott. Antonio Bini
- Medici sociali: Dott. Amedeo Baldari, Dott. Claudio Mazzola, Dott. Gian Edilio Solimei, Dott. Attilio Traverso
- Massofisioterapisti: Roberto Cappanelli, Alessio Agostino, Giorgio Gasparini
- Rieducatore: Prof. Gianni Brignardello

## Rosa
| N. |                                | Ruolo | Calciatore          |
| -- | ------------------------------ | ----- | ------------------- |
| 1  | Italia (bandiera)              | P     | Luigi Turci         |
| 2  | Italia (bandiera)              | D     | Guglielmo Stendardo |
| 3  | Italia (bandiera)              | D     | Stefano Bettarini   |
| 4  | Italia (bandiera)              | C     | Sergio Volpi        |
| 5  | Italia (bandiera)              | D     | Maurizio Domizzi    |
| 6  | Colombia (bandiera)            | C     | Jorge Bolaño        |
| 7  | Italia (bandiera)              | A     | Andrea Rabito       |
| 8  | Italia (bandiera)              | A     | Corrado Colombo     |
| 9  | Italia (bandiera)              | A     | Fabio Bazzani       |
| 10 | Italia (bandiera)              | A     | Francesco Flachi    |
| 11 | Italia (bandiera)              | C     | Vincenzo Iacopino   |
| 12 | Italia (bandiera)              | P     | Davide Pinato       |
| 14 | Italia (bandiera)              | D     | Mirko Conte         |
| 15 | Camerun (bandiera)             | C     | Francis Zé          |
| 16 | Italia (bandiera)              | P     | Fabrizio Casazza    |
| 17 | Italia (bandiera)              | C     | Angelo Palombo      |
| 18 | Serbia e Montenegro (bandiera) | C     | Bratislav Živković  |

| N. |                                | Ruolo | Calciatore           |
| -- | ------------------------------ | ----- | -------------------- |
| 19 | Italia (bandiera)              | D     | Massimo Paganin      |
| 20 | Italia (bandiera)              | D     | Alessandro Grandoni  |
| 21 | Italia (bandiera)              | C     | Sandro Cois          |
| 21 | Francia (bandiera)             | C     | Sid-Ahmed Bouziane   |
| 22 | Nigeria (bandiera)             | A     | Ikechukwu Kalu       |
| 23 | Italia (bandiera)              | C     | Andrea Bernini       |
| 24 | Italia (bandiera)              | A     | Daniele Perrone      |
| 25 | Serbia e Montenegro (bandiera) | A     | Nenad Sakić          |
| 26 | Italia (bandiera)              | C     | Francesco Pedone     |
| 33 | Italia (bandiera)              | D     | Claudio Labriola     |
| 65 | Italia (bandiera)              | C     | Salvatore Miceli     |
| 72 | Italia (bandiera)              | D     | Stefano Sacchetti    |
| 77 | Italia (bandiera)              | C     | Andrea Gasbarroni    |
| 83 | Italia (bandiera)              | D     | Mattia Cassani       |
| 84 | Italia (bandiera)              | P     | Francesco Olmo Pozzo |
| 86 | Italia (bandiera)              | P     | Michele Mangiapelo   |
| 97 | Italia (bandiera)              | C     | Fabian Valtolina     |

## Risultati

### Serie B

#### Girone di andata
| Arbitro: | Treossi (Forlì) |

|                                 |           |  |
| Flachi 43’ (rig.) Valtolina 85’ | Marcatori |  |

| Palermo 6 gennaio 2003 2ª giornata | Palermo           | 0 – 0 referto | Sampdoria | Stadio Renzo Barbera\| Arbitro: \| Messina (Bergamo) \| |
| Arbitro:                           | Messina (Bergamo) |               |           |                                                         |

| Arbitro: | Rizzoli (Bologna) |

|                                               |           |                            |
| Gasbarroni 45+2’, 90+2’ Bazzani 71’ Volpi 76’ | Marcatori | 11’ Vugrinec 61’ Chevantón |

| Ascoli Piceno 21 settembre 2002 4ª giornata | Ascoli                      | 0 – 0 referto | Sampdoria | Stadio Cino e Lillo Del Duca\| Arbitro: \| Girardi (San Donà di Piave) \| |
| Arbitro:                                    | Girardi (San Donà di Piave) |               |           |                                                                           |

| Arbitro: | Morganti (Ascoli Piceno) |

|                  |           |            |
| Bazzani 54’, 58’ | Marcatori | 90’ Alteri |

| Arbitro: | Farina (Novi Ligure) |

|               |           |           |
| Montezine 59’ | Marcatori | 35’ Volpi |

| Arbitro: | Girardi (San Donà di Piave) |

|                  |           |  |
| Volpi 78’ (rig.) | Marcatori |  |

| Arbitro: | Rizzoli (Bologna) |

|            |           |             |
| Magoni 36’ | Marcatori | 14’ Bazzani |

| Arbitro: | Cassarà (Palermo) |

|               |           |               |
| Anaclerio 20’ | Marcatori | 90+3’ Bazzani |

| Arbitro: | Palanca (Roma) |

|             |           |                   |
| Domizzi 41’ | Marcatori | 36’ (rig.) Parisi |

| Arbitro: | Saccani (Mantova) |

|  |           |                   |
|  | Marcatori | 14’ (rig.) Flachi |

| Arbitro: | Rodomonti (Teramo) |

|                        |           |              |
| Bazzani 14’ Flachi 33’ | Marcatori | 75’ D'Isanto |

| Arbitro: | Pellegrino (Barcellona Pozzo di Gotto) |

|                |           |  |
| Tiribocchi 69’ | Marcatori |  |

| Genova 1º dicembre 2002 14ª giornata | Sampdoria           | 0 – 0 referto | Vicenza | Stadio Luigi Ferraris\| Arbitro: \| Castellani (Verona) \| |
| Arbitro:                             | Castellani (Verona) |               |         |                                                            |

| Arbitro: | Morganti (Ascoli Piceno) |

|            |           |                |
| Bazzani 3’ | Marcatori | 17’, 82’ Frick |

| Arbitro: | Castellani (Verona) |

|              |           |  |
| Capone 90+6’ | Marcatori |  |

| Arbitro: | Cruciani (Pesaro) |

|                                          |           |                   |
| Volpi 4’ Bettarini 29’ Flachi 31’ (rig.) | Marcatori | 62’, 74’ Cassetti |

| Arbitro: | Saccani (Mantova) |

|                                    |           |                                       |
| Domizzi 3’, 27’ (aut.) Campolo 58’ | Marcatori | 15’ Valtolina 32’ Palombo 75’ Bazzani |

| Arbitro: | Nucini (Bergamo) |

|                                                          |           |  |
| Valtolina 21’ Pedone 60’ Volpi 79’ (rig.) Živković 90+1’ | Marcatori |  |

#### Girone di ritorno
| Arbitro: | Tombolini (Ancona) |

|            |           |             |
| Protti 67’ | Marcatori | 55’ Bazzani |

| Arbitro: | Preschern (Mestre) |

|                  |           |  |
| Conteh 7’ (aut.) | Marcatori |  |

| Arbitro: | Saccani (Mantova) |

|             |           |  |
| Vučinić 58’ | Marcatori |  |

| Arbitro: | Rodomonti (Teramo) |

|                                       |           |  |
| Bettarini 17’ Colombo 22’ Bazzani 57’ | Marcatori |  |

| Arbitro: | Girardi (San Donà di Piave) |

|             |           |                                  |
| Agomeri 10’ | Marcatori | 55’ Flachi 62’ Bazzani 66’ Volpi |

| Arbitro: | Castellani (Verona) |

|                        |           |  |
| Bazzani 20’ Flachi 70’ | Marcatori |  |

| Catania 15 marzo 2003 26ª giornata | Catania            | 0 – 0 referto | Sampdoria | Stadio Angelo Massimino\| Arbitro: \| Ayroldi (Molfetta) \| |
| Arbitro:                           | Ayroldi (Molfetta) |               |           |                                                             |

| Arbitro: | Palanca (Roma) |

|                             |           |           |
| Flachi 27’ (rig.) Conte 55’ | Marcatori | 79’ Budan |

| Arbitro: | Rosetti (Torino) |

|             |           |             |
| Bazzani 36’ | Marcatori | 43’ Spinesi |

| Arbitro: | Racalbuto (Gallarate) |

|                        |           |                       |
| Passaro 24’ Parisi 36’ | Marcatori | 48’ Bazzani 66’ Volpi |

| Arbitro: | Palanca (Roma) |

|          |           |  |
| Volpi 9’ | Marcatori |  |

| Arbitro: | Rosetti (Torino) |

|  |           |                         |
|  | Marcatori | 9’ Živković 45+1’ Conte |

| Genova 28 aprile 2003 32ª giornata | Sampdoria          | 0 – 0 referto | Siena | Stadio Luigi Ferraris\| Arbitro: \| Tombolini (Ancona) \| |
| Arbitro:                           | Tombolini (Ancona) |               |       |                                                           |

| Arbitro: | Bolognino (Milano) |

|                    |           |                        |
| Schwoch 51’ (rig.) | Marcatori | 13’ Bazzani 52’ Pedone |

| Arbitro: | Preschern (Mestre) |

|             |           |             |
| Zaniolo 72’ | Marcatori | 48’ Colombo |

| Arbitro: | Farina (Novi Ligure) |

|                               |           |           |
| Flachi 17’, 45+2’ Bazzani 84’ | Marcatori | 60’ Suazo |

| Verona 24 maggio 2003 36ª giornata | Verona           | 0 – 0 referto | Sampdoria | Stadio Marcantonio Bentegodi\| Arbitro: \| Nucini (Bergamo) \| |
| Arbitro:                           | Nucini (Bergamo) |               |           |                                                                |

| Arbitro: | Palanca (Roma) |

|             |           |                  |
| Colombo 76’ | Marcatori | 29’ (rig.) Sullo |

| Arbitro: | Rodomonti (Teramo) |

|                                        |           |            |
| Soligo 14’ Marcón 50’ Poggi 69’ (rig.) | Marcatori | 89’ Rabito |

### Coppa Italia

#### Fase a gironi
| Arbitro: | Collina (Viareggio) |

|                                 |           |  |
| Volpi 29’ Flachi 34’ Pedone 76’ | Marcatori |  |

| Arbitro: | Bolognino (Milano) |

|                  |           |                       |
| De Francesco 12’ | Marcatori | 3’ Flachi 59’ Bazzani |

| Arbitro: | Trefoloni (Siena) |

|                      |           |              |
| Carruezzo 28’ (rig.) | Marcatori | 14’ Iacopino |

#### Fase ad eliminazione diretta
| Arbitro: | Rosetti (Torino) |

|             |           |  |
| Colombo 62’ | Marcatori |  |

| Arbitro: | Morganti (Ascoli Piceno) |

|               |           |                     |
| Comandini 53’ | Marcatori | 14’ (rig.) Iacopino |

| Arbitro: | Trefoloni (Siena) |

|                   |           |             |
| Flachi 67’ (rig.) | Marcatori | 39’ Miccoli |

| Arbitro: | Nucini (Bergamo) |

|                        |           |  |
| Vryzas 44’ Miccoli 89’ | Marcatori |  |

## Statistiche

### Statistiche di squadra
| Competizione | Punti | In casa | In casa | In casa | In casa | In casa | In casa | In trasferta | In trasferta | In trasferta | In trasferta | In trasferta | In trasferta | Totale | Totale | Totale | Totale | Totale | Totale | DR  |
| Competizione | Punti | G       | V       | N       | P       | Gf      | Gs      | G            | V            | N            | P            | Gf           | Gs           | G      | V      | N      | P      | Gf     | Gs     | DR  |
| ------------ | ----- | ------- | ------- | ------- | ------- | ------- | ------- | ------------ | ------------ | ------------ | ------------ | ------------ | ------------ | ------ | ------ | ------ | ------ | ------ | ------ | --- |
| Serie B      | 67    | 19      | 13      | 5       | 1       | 33      | 13      | 19           | 4            | 11           | 4            | 20           | 18           | 38     | 17     | 16     | 5      | 53     | 31     | +22 |
| Coppa Italia | -     | 3       | 2       | 1       | 0       | 5       | 1       | 4            | 1            | 2            | 1            | 4            | 5            | 7      | 3      | 3      | 1      | 9      | 6      | +3  |
| Totale       | -     | 22      | 15      | 6       | 1       | 38      | 14      | 23           | 5            | 13           | 5            | 24           | 23           | 45     | 20     | 19     | 6      | 62     | 37     | +25 |